# Iglesia de San Torcuato (Santorcaz)
La iglesia de San Torcuato es un edificio de la localidad española de Santorcaz, en la Comunidad de Madrid. Cuenta con el estatus de Bien de Interés Cultural.

## Descripción
Ubicada en el municipio madrileño de Santorcaz, se levanta en los restos del castillo que desde época árabe fue el origen del asentamiento de población en la zona. De hecho la cabecera aprovecha en su construcción los restos de lienzo de la muralla.
El templo presenta una planta rectangular con tres naves y tres ábsides, los correspondientes a la capilla mayor y a las dos capillas laterales. Las naves están separadas por arcos de medio punto sostenidas por pilares cruciformes. Sin embargo, en el exterior este modelo queda enmascarado por la torre que se levanta sobre la capilla lateral derecha y por la sacristía que envuelve el absidiolo de la capilla lateral izquierda y parte del ábside central. Ambos son elementos añadidos con posterioridad a la época de erección del templo, que data de la primera mitad del siglo XIII. Lo mismo sucede con la capilla del Cristo situada junto a la capilla lateral derecha, la capilla bautismal, situada en el mismo lateral pero a los pies, y el coro situado a los pies en bajo. Todos estos elementos datan del siglo XVI y alguno tiene fecha concreta y autor como es el caso de la sacristía, que fue construida entre 1588 y 1599 por Pedro de Prabes. Por último hay que señalar el pórtico que cobija el único acceso de la iglesia situado a mediodía y cierra el espacio existente entre la capilla del Cristo y la bautismal. Se debe a Pedro de San Martín, quien lo levantó en 1618 siguiendo modelos clásicos. Se trata de una arquería de medio punto moldurada que descansa sobre columnas dóricas y altos pedestales y se decora con óculos en las enjutas.
La portada es adintelada de la misma época, se decora con frontón partido y adornos de bolas. Esta variedad de etapas constructivas se hace patente también en las diferentes fábricas y así se aprecian la mampostería, la mampostería con hiladas de ladrillo y el ladrillo. Asimismo quedan restos en sus muros del trabajo de los alarifes mudéjares, como el vano ajimezado cegado en arco de herradura que aparece en el muro norte al exterior cercano a la sacristía, o los restos de vanos, yeserías gótico-flamígeras y pintura mural que se conservan tapados por el retablo en la capilla mayor.
Al exterior las cubiertas son de teja árabe. En el interior las naves han perdido sus techumbres de madera primitivas y a finales del siglo XX se cubrían con un techo plano de escayola. La capilla mayor lo hace con bóveda de horno, mientras que las laterales figuran con cuarto de esfera y bóveda vaída. Este tipo de bóveda también aparece en la sacristía, cubierta con dos tramos de bóvedas vaídas decoradas con dibujos geométricos y en la capilla bautismal. Por último, la capilla del Cristo se cubre con bóveda de aristas.
La torre que se sitúa en la cabecera sobre el absidiolo izquierda presenta, a tenor de sus diferentes fábricas, dos etapas, una primera relacionada con la primera etapa de la iglesia de la que sólo queda un lienzo de fábrica de mampostería con verdugadas de ladrillo que alcanza hasta el remate del ábside central, y el resto es de ladrillo. Tiene cuatro cuerpos, en el de campanas se abren dos arcos de medio punto en dos de sus lados y uno en los otros dos, todos ellos se enmarcan con alfices.
El 8 de mayo de 1997 fue declarada Bien de Interés Cultural con la categoría de monumento, mediante un decreto publicado el día 22 de ese mismo mes en el Boletín Oficial de la Comunidad de Madrid.